# Cophyla noromalalae
Espèce
Statut de conservation UICN

 EN B1ab(iii) : En danger
Cophyla noromalalae est une espèce d'amphibiens de la famille des Microhylidae.

## Répartition
Cette espèce est endémique de la région Diana à Madagascar. Elle se rencontre dans le parc national de la Montagne d'Ambre.

## Étymologie
Cette espèce est nommée en l'honneur de Noromalala Raminosoa.

## Publication originale
- Rakotoarison, Crottini, Müller, Rödel, Glaw & Vences, 2015 : Revision and phylogeny of narrow-mouthed treefrogs (Cophyla) from northern Madagascar: integration of molecular, osteological, and bioacoustic data reveals three new species. Zootaxa, no 3937, p. 61–89.